# Okamejei
Genre
Okamejei est un genre de raies.

## Liste des espèces
Selon FishBase, le genre Okamejei comprend, au 8 mars 2023, 14 espèces :
- Okamejei acutispina (Ishiyama, 1958)
- Okamejei australis (Macleay, 1884)
- Okamejei boesemani (Ishihara, 1987)
- Okamejei cerva (Whitley, 1939)
- Okamejei heemstrai (McEachran et Fechhelm, 1982)
- Okamejei hollandi (Jordan et Richardson, 1909)
- Okamejei kenojei (Müller et Henle, 1841)
- Okamejei lemprieri (Richardson, 1845)
- Okamejei meerdervoortii (Bleeker, 1860)
- Okamejei ornata (Weigmann, Stehmann & Thiel, 2015)
- Okamejei panayensis (Misawa, Babaran & Motomura, 2022)
- Okamejei pita (Fricke et Al-Hussar, 1995)
- Okamejei powelli (Alcock, 1898)
- Okamejei schmidti (Ishiyama, 1958)